# Manduca sesquiplex
Espèce
Manduca sesquiplex est une espèce de papillons de nuit de la famille des Sphingidae, de la sous-famille des Sphinginae et de la tribu des Sphingini.

## Description
L'envergure varie de 119 à 120 mm. La couleur de fond du corps et des ailes est gris fumé blanchâtre, tandis que la ssp. opima est plus verdâtre.

## Distribution et habitat
Distribution
L'espèce est connue au Mexique, au Costa Rica et au Nicaragua.

## Biologie
Il y a probablement une génération par an avec des adultes qui volent de septembre à novembre au Costa Rica. Au Nicaragua, il semble y avoir au moins trois générations avec des observations pour les mois de mai, juillet et septembre.
- Les chenilles se nourrissent probablement de solanacées.

## Systématique
- L'espèce Manduca sesquiplex a été décrite par l'entomologiste français Jean-Baptiste Alphonse Dechauffour de Boisduval en 1870 sous le nom initial de Sphinx sesquiplex[1].
- La localité type est le Guatemala.

### Synonymie
- Sphinx sesquiplex Boisduval, 1870 Protonyme
- Sphinx strix Boisduval, 1870
- Diludia sesquiplex Godman & Salvin, 1881[2]
- Protoparce sesquiplex opima Rothschild & Jordan, 1903

### Liste des sous-espèces
- Manduca sesquiplex sesquiplex (Mexico)
- Manduca sesquiplex opima (Rothschild & Jordan, 1903) (Costa Rica et Nicaragua)